# Nuoto pinnato ai Giochi mondiali 2022 - Staffetta 4x100 m superficie maschile
La gara dei staffetta 4×100 m superficie maschile di nuoto pinnato ai Giochi mondiali 2022 si è svolta il 9 luglio 2022 a Birmingham. Il programma non prevedeva turni preliminari ma solamente la finale.

## Risultati
| Pos | Nazione     | Tempo   |
| --- | ----------- | ------- |
|     | Germania    | 2:18.13 |
|     | Colombia    | 2:19.01 |
|     | Cina        | 2:20.18 |
| 4   | Grecia      | 2:23.68 |
| 5   | Ungheria    | 2:24.13 |
| 6   | Ucraina     | 2:24.61 |
| 7   | Stati Uniti | 3:03.04 |